# Bazentin
Bazentin är en kommun i departementet Somme i regionen Hauts-de-France i norra Frankrike. Kommunen ligger i kantonen Albert som tillhör arrondissementet Péronne. År 2022 hade Bazentin 82 invånare.

## Befolkningsutveckling
Antalet invånare i kommunen Bazentin
| Referens: INSEE |